# فيكتور بوستول
فيكتور بوستول (بالأوكرانية: Постол Віктор Васильович) مواليد 16 يناير 1984 في فيليكا ديميركا، الجمهورية الأوكرانية السوفيتية الاشتراكية، هو ملاكم محترف أوكراني يصنف ضمن فئة وزن خفيف الوسط. حقق بطولة المجلس العالمي للملاكمة.

## إحصائيات
خاض خلال مسيرته 29 نزالا، فاز في 28 وخسر في 1. فاز بالضربة القاضية في 12 نزالا.

## روابط خارجية
- فيكتور بوستول على موقع بوكس ريك (الإنجليزية) (registration required)